# 信道
信道、頻道或波道，是訊號在通訊系統中傳輸的通道，由信号从发射端传输到接收端所经过的传输媒质所構成。广义的信道定义除了包括传输媒质，还包括传输信号的相关设备。

## 分类

### 狭义信道的分类
狭义信道，按照传输媒质来划分，可以分为有线信道、无线信道和存储信道三类。

#### 有线信道
有线信道以导线为传输媒质，信号沿导线进行传输，信号的能量集中在导线附近，因此传输效率高，但是部署不够灵活。这一类信道使用的传输媒质包括用电线传输电信号的架空明线、电话线、双绞线、对称电缆和同轴电缆等等，还有传输经过调制的光脉冲信号的光导纤维。

#### 无线信道
无线信道主要有以辐射无线电波为传输方式的无线电信道和在水下传播声波的水声信道等。
无线电信号由发射机的天线辐射到整个自由空间上进行传播。不同频段的无线电波有不同的传播方式，主要有：
- 地波传输：地球和电离层构成波导，中长波、长波和甚长波可以在这天然波导内沿着地面传播并绕过地面的障碍物。长波可以应用于海事通信，中波调幅广播也利用了地波传输。
- 天波传输：短波、超短波可以通过电离层形成的反射信道和对流层形成的散射信道进行传播。短波电台就利用了天波传输方式。天波传输的距离最大可以达到400千米左右。电离层和对流层的反射与散射，形成了从发射机到接收机的多条随时间变化的传播路径，电波信号经过这些路径在接收端形成相长或相消的叠加，使得接收信号的幅度和相位呈随机变化，这就是多径信道的衰落，这种信道被称作衰落信道。
- 视距传输：对于超短波、微波等更高频率的电磁波，通常采用直接点对点的直线传输。由于波长很短，无法绕过障碍物，视距传输要求发射机与接收机之间没有物体阻碍。由于地球曲率的影响，视距传输的距离有限，最远传输距离 d 与发射天线距地面的高度 h 满足{\displaystyle d={\sqrt {15h}}\ {\mbox{km}}}。如果要进行远距离传输，必须设立地面中继站或卫星中继站进行接力传输，这就是微波视距中继和卫星中继传输。光信号的视距传输也属于此类。

由于电磁波在水体中传输的损耗很大，在水下通常采用声波的水声信道进行传输。不同密度和盐度的水层形成的反射、折射作用和水下物体的散射作用，使得水声信道也是多径衰落信道。
无线通信在自由空间（对于无线电信道来说是大气层和太空，对于水声信道来说是水体）上传播信号，因此能量分散、传输效率较低，并且很容易被他人截获，安全性差。但是，无线通信摆脱了对导线的依赖，因此具有有线通信所没有的高度灵活性。

#### 存储信道
在某种意义上，磁带、光盘、磁盘等数据存储媒质也可以被看作是一种通信信道。将数据写入存储媒质的过程即等效于发射机将信号传输到信道的过程，将数据从存储媒质读出的过程即等效于接收机从信道接收信号的过程。

### 广义信道的分类
广义信道，按照其功能进行划分，可以分为调制信道和编码信道两类。
调制信道是指信号从调制器的输出端传输到解调器的输入端经过的部分。对于调制和解调的研究者来说，信号在调制信道上经过的传输媒质和变换设备都对信号做出了某种形式的变换，研究者只关心这些变换的输入和输出的关系，并不关心实现这一系列变换的具体物理过程。这一系列变换的输入与输出之间的关系，通常用多端口时变网络作为调制信道的数学模型进行描述。
编码信道是指数字信号由编码器输出端传输到译码器输入端经过的部分。对于编译码的研究者来说，编码器输出的数字序列经过编码信道上的一系列变换之后，在译码器的输入端成为另一组数字序列，研究者只关心这两组数字序列之间的变换关系，而并不关心这一系列变换发生的具体物理过程，甚至并不关心信号在调制信道上的具体变化。编码器输出的数字序列与到译码器输入的数字序列之间的关系，通常用多端口网络的转移概率作为编码信道的数学模型进行描述。

## 信道的数学模型

### 调制信道模型

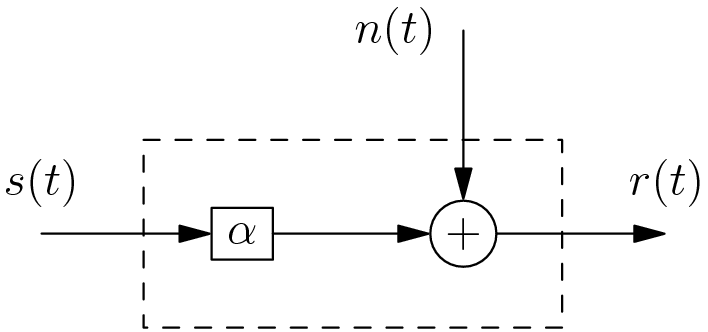
加性噪声信道模型。由同轴电缆、光纤等媒质构成的信道符合这一模型。

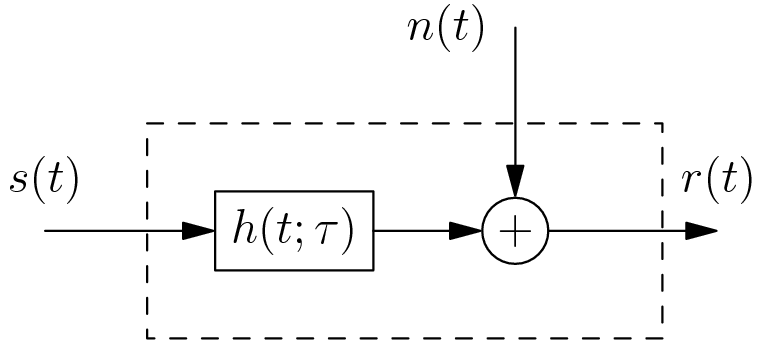
线性时变信道模型。

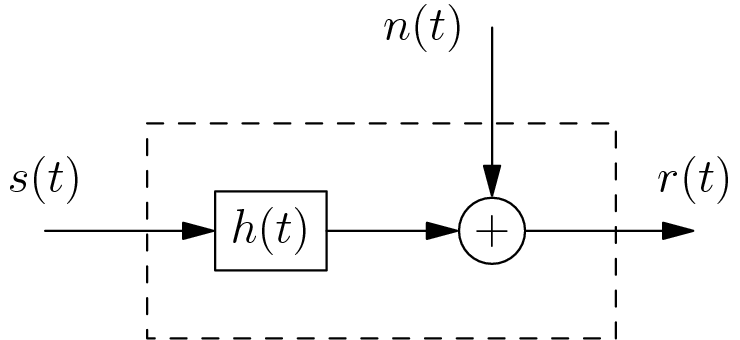
线性时不变信道模型。

调制信道模型描述的是调制信道的输出信号和输入信号之间的数学关系。调制信道、输入信号、输出信号存在以下特点：
- 信道总具有输入信号端和输出信号。
- 信道一般是线性的，即输入信号和对应的输出信号之间满足叠加原理。
- 信道是因果，即输入信号经过信道后，相应的输出信号的响应有延时。
- 信道使通过的信号发生畸变，即输入信号经过信道后，相应的输出信号会发生衰减。
- 信道中存在雜訊，即使输入信号为零，输出信号仍然会具有一定功率

因此，调制信道可以被描述为一个多端口线性系统。如果信号通过信道发生的畸变是时变的，那么这是一个线性时变系统，这样的信道被称作“随机参数信道”；如果畸变与时间无关，那么这是一个线性时不变系统，这种信道被称作“恒定参数信道”。
调制信道的数学模型为：
{\displaystyle y(t)=x(t)*h(t;\tau )+n(t)}
其中{\displaystyle x(t)}是调制信道在时刻t的输入信号，即已调信号。{\displaystyle y(t)}是调制信道在时刻t的输出信号。{\displaystyle h(t;\tau )}是信道的冲激响应，{\displaystyle \tau }代表时延，{\displaystyle h(t;\tau )}表示在时刻t、延时为{\displaystyle \tau }时信道对冲激函数{\displaystyle \delta (t)}的响应，描述了信道对输入信号的畸变和延时。*为卷积算子。{\displaystyle n(t)}是调制信道上存在的加性噪声，与输入信号{\displaystyle x(t)}无关，又被称为“加性干扰”。由于信道的线性性质，并且考虑信道噪声，{\displaystyle x(t)*h(t;\tau )+n(t)}就是{\displaystyle x(t)}通过由信道响应{\displaystyle h(t;\tau )}描述的调制信道的输出。调制信道可以同时有多个输入信号和多个输出信号，这时的{\displaystyle x(t)}和{\displaystyle y(t)}是矢量信号。
{\displaystyle h(t)}使得调制信道的输出信号y(t)的幅度随着时间t发生变化，因此被称作“乘性干扰”。乘性干扰{\displaystyle h(t)}是{\displaystyle t}的函数，受到信道特性的影响通常随着时间随机变化，因此一般只能用随机过程描述其统计特性，这种信道被称作“随机参数信道”。不过也有信道的乘性干扰基本不随着时间变化，可以认为其{\displaystyle h(t)}为一常量，这种信道被称作“恒定参数信道”。由短波电离层反射、超短波及微波电离层散射、超短波视距绕射等媒质构成的调制信道属于随参信道。由架空明线、对称电缆、同轴电缆、光缆、微波视距传播、光波视距传播等媒质构成的调制信道属于恒参信道。
{\displaystyle n(t)}是信道的加性噪声，它独立于输入信号{\displaystyle x}，因此也独立于输出信号{\displaystyle y}。即使信道的输入信号为零，信道仍然有来自噪声的能量输出。加性噪声的来源主要有：电路内部的热噪声和霰彈噪声，来自外部的宇宙噪声等等。

### 编码信道模型
数字通信将信息通过编码器以数量有限的码元表示。这些码元信号通过编码信道后，由于信道对信号的畸变和噪声干扰，在编码信道输出端由译码器重建的码元信号会发生错误。编码信道模型描述了编码信道的输入码元信号与输出码元信号之间变换的数学关系。
编码信道模型描述了编码信道输入和输出码元信号之间的转移概率。设编码信道的使用码元集合为{\displaystyle \{c_{1},c_{2},\ldots ,c_{M}\}}，{\displaystyle _{M}}为码本大小。编码器输出信号为{\displaystyle X_{i},i=1,2,3,\ldots }，解码器的输出信号为{\displaystyle Y_{i},i=1,2,3,\ldots }。则转移概率{\displaystyle P(Y_{j}|X_{i})}就描述了输入信号{\displaystyle X_{i}}经过编码信道之后被检测为{\displaystyle Y_{j}}的概率。

## 信道容量
信道是传输信息的通道，信道容量描述了信道无差错地传输信息的最大能力，可以用来衡量信道的好坏。香农在他的著名论文《通信的数学原理》中给出了信道容量的定义和计算，即信道容量是信道输入信号与输出信号互信息量的上界。
{\displaystyle C=\sup _{p_{X}}I(X;Y)\,}
对于信噪比为{\displaystyle S/N}、带宽为{\displaystyle B}的加性高斯白噪声信道，其信道容量为
{\displaystyle C=B\ \log _{2}(1+S/N)}
{\displaystyle \log _{2}(1+S/N)}为信道传输信息的频谱效率，即单位时间、单位带宽上能够传输的信息量，单位为{\displaystyle {\mbox{bit}}\cdot {\mbox{Hz}}^{-1}\cdot {\mbox{s}}^{-1}}。增大信噪比可以提高信道的容量，这可以通过抑制噪声或者增加发射功率实现。假若信噪比无穷大，则信道容量也趋于无穷。不过由于信道中总存在噪声，而且发射机的功率不可能没有限制，因此这种情况不会出现。增加信道带宽也可以增加信道容量，但是这种增加不是无限制的。设信道的噪声功率谱密度为{\displaystyle N_{0}}，则随着信道带宽{\displaystyle B}的增加，噪声功率{\displaystyle N=BN_{0}}也随之增加。记信号功率最大为{\displaystyle E_{s}}，则带宽无穷大时，信道容量的极限为
{\displaystyle \lim _{B\rightarrow \infty }B\log _{2}\left(1+{\frac {E_{s}}{BN_{0}}}\right)\approx 1.44{\frac {E_{s}}{N_{0}}}}
可见，增加带宽并不是提高信道容量的好方法。
信道容量是理论上信道传输信息的能力的极限，在目前的各种通信技术中，实际能够达到的信道吞吐量远小于这一极限。